# Moschea di Mehmet Çelebi
La moschea di Mehmet Çelebi (in greco: Τέμενος Μεχμέτ Α', in turco: Çelebi Sultan Mehmed Camii), conosciuta anche come moschea di Bayezid I (in greco: Τέμενος Βαγιαζήτ, in turco: Beyazıt Camii) o moschea grande (in turco: Büyük Camii o Ulu Camii) è una moschea ottomana di Didymoteicho, nell'estremo est della Grecia. Costruita nei primi decenni del XV secolo, è una delle più antiche moschee tuttora esistenti nel continente europeo.

## Storia e descrizione
Secondo le informazioni fornite dal viaggiatore ottomano Evliya Çelebi la moschea fu costruita sotto il sultanato di Bayezid I, tuttavia l'invasione dei Timuridi dell'Impero ottomano fece interrompere i lavori. Come attesta l'iscrizione presente sopra l'ingresso, i cantieri furono ripresi per volontà di Maometto I, il quale la dedicò al padre, e fu completata e aperta al culto nel marzo 1420. Nel corso dell'occupazione bulgara di Didymoteicho, durante la prima guerra balcanica, il minareto fu danneggiato e la moschea fu trasformata in una chiesa ortodossa dedicata a San Giorgio. Con la riconquista ottomana della città nel 1913, il minareto fu restaurato ed un secondo balcone fu aggiunto alla struttura. Venduto dalla locale comunità islamica ad un privato nel periodo interbellico, dal 1946 è monumento nazionale.
Il 22 marzo 2017 un incendio ha causato gravissimi danni al tetto in legno della moschea.
La moschea ha una pianta rettangolare, di 30 x 32,5 m, e le mura, spesse 2.2-2.7 m, sono realizzate in pietra scolpita e calcare. La struttura dispone di tre ingressi, quello principale sorge sul lato sud, mentre gli altri due sui lati ovest ed est. Lo spazio interno, decorato con iscrizioni coraniche, è delimitato da quattro grandi pilastri che sorreggono il prezioso tetto in legno. Il miḥrāb è situato lungo il lato sud ed è sormontato da un affresco raffigurante una città celeste. La copertura interna del soffitto, principale caratteristica della moschea, è realizzata con assi di quercia impiallacciate a cupola, sospesa sotto il tetto a capanna.

## Galleria d'immagini

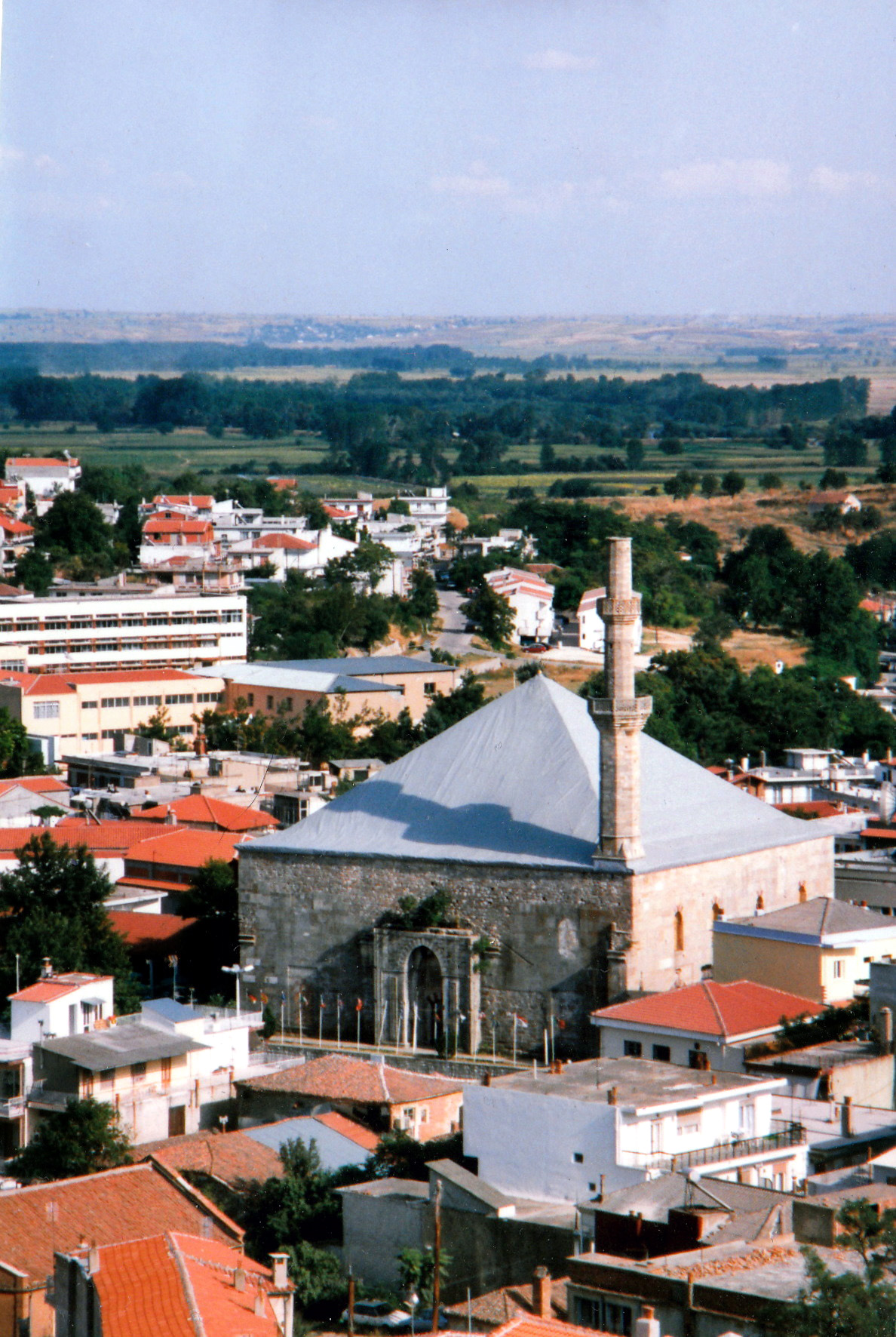
Moschea di Mehmet Çelebi.
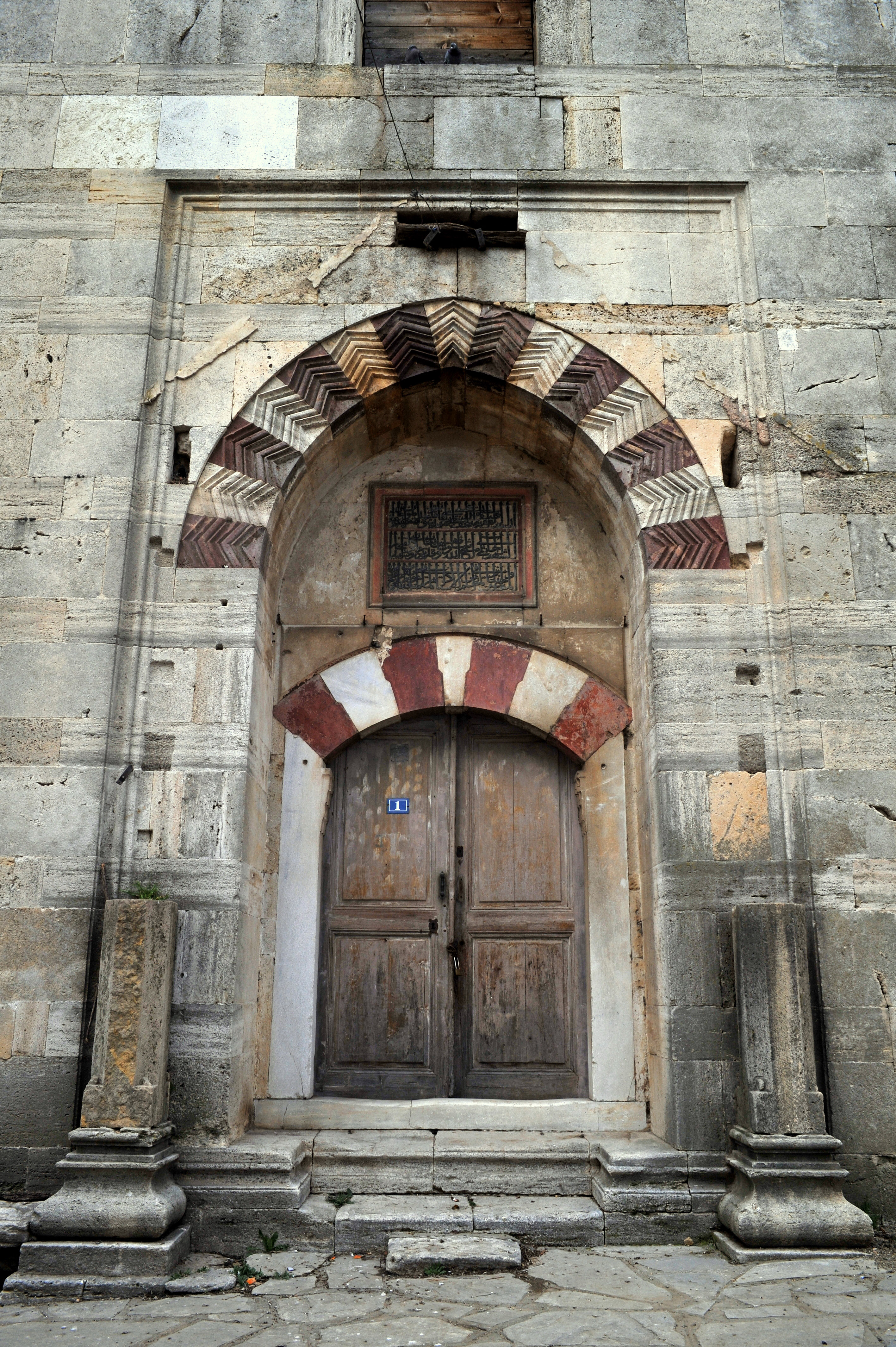
Moschea di Mehmet Çelebi.
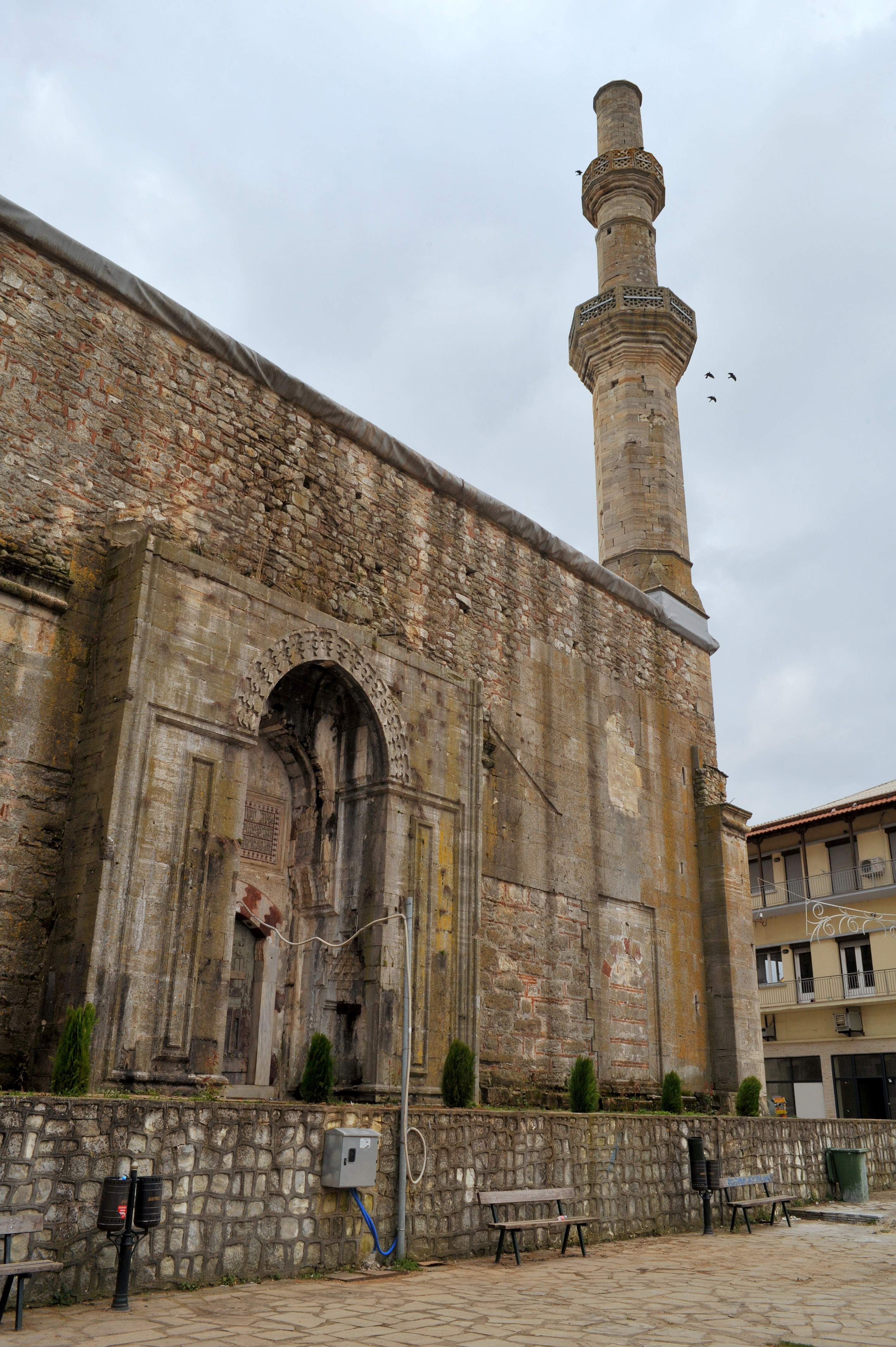
Moschea di Mehmet Çelebi.
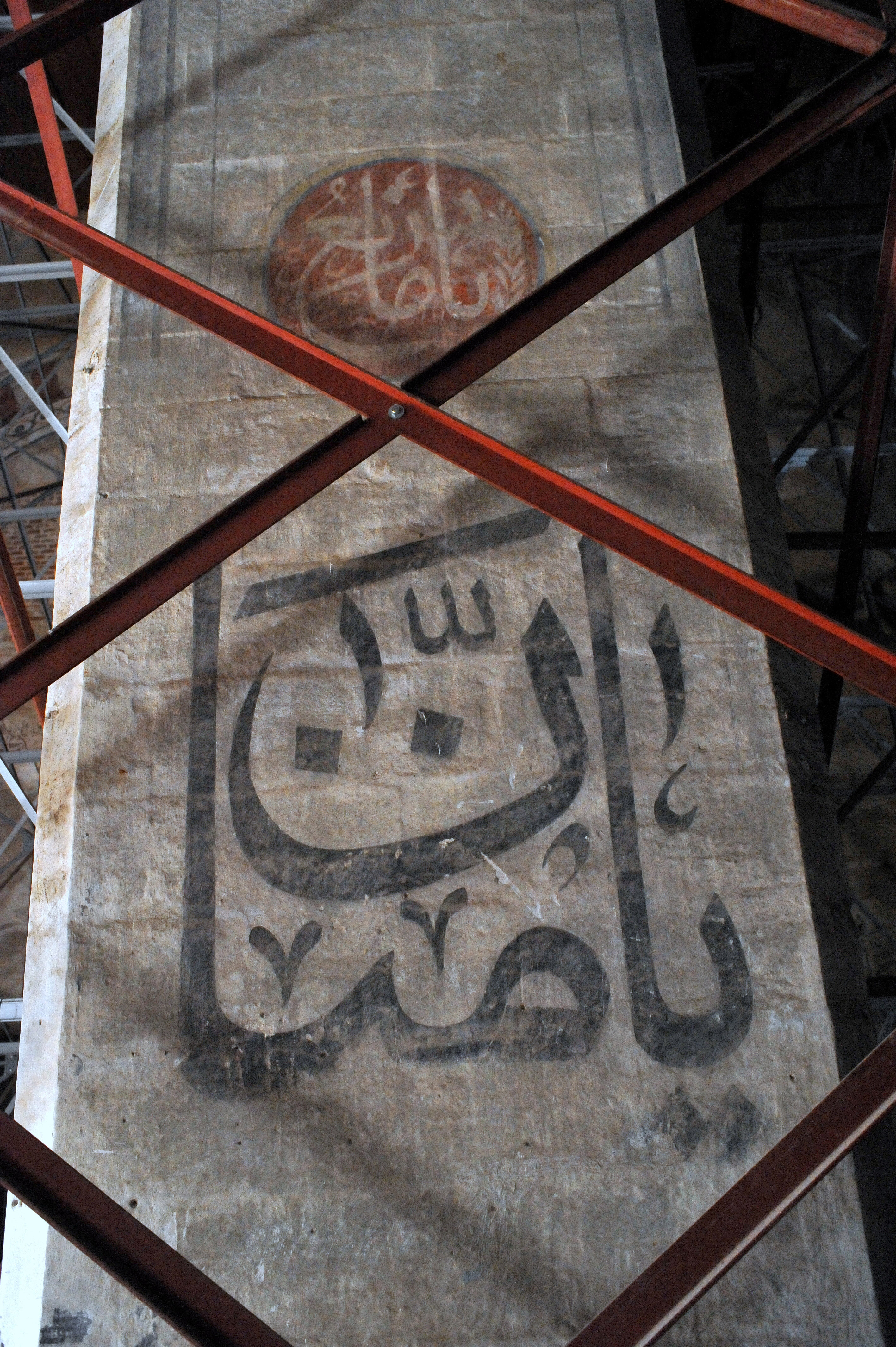
Moschea di Mehmet Çelebi (all'interno - in restauro).
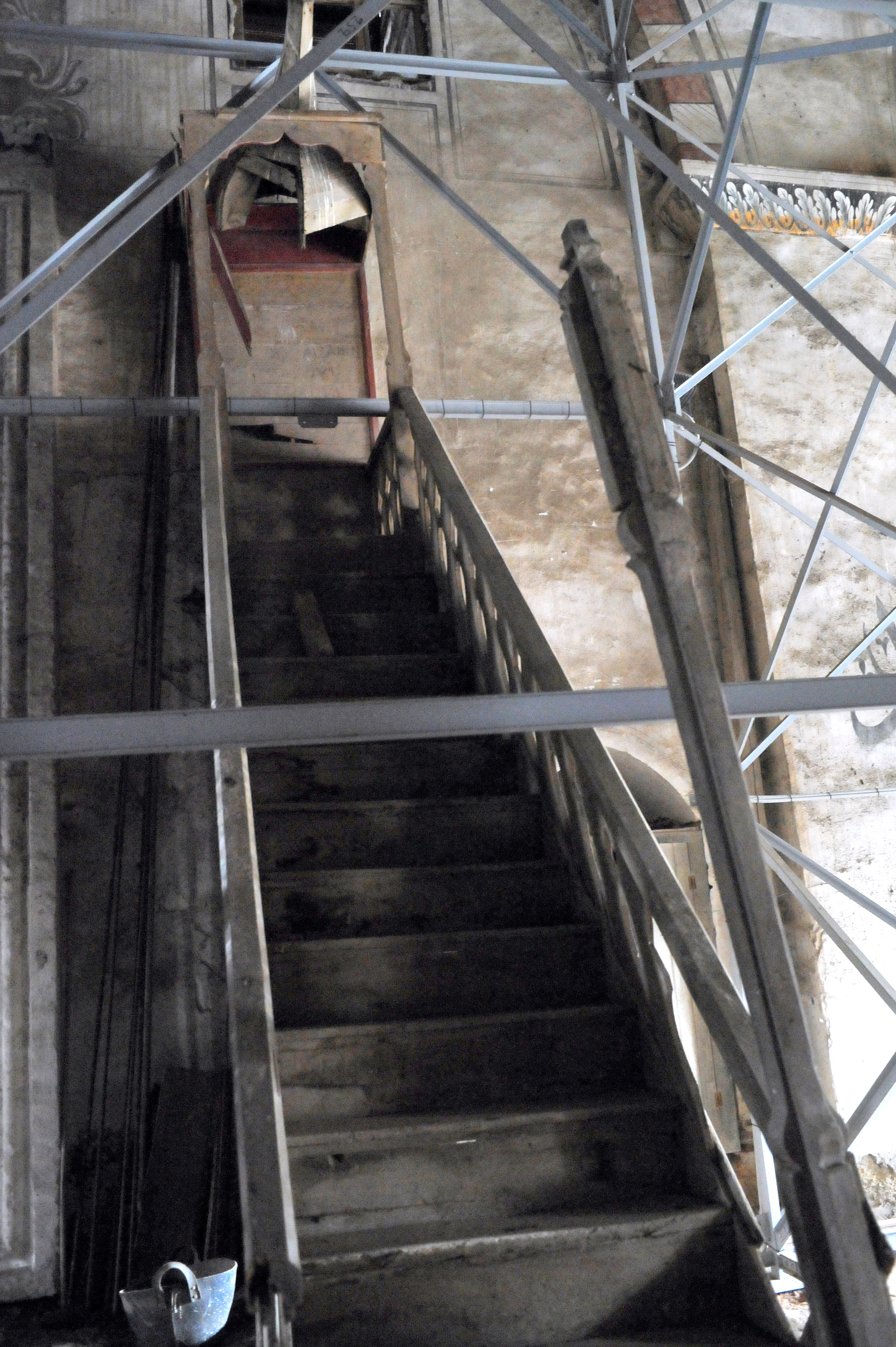
Moschea di Mehmet Çelebi (all'interno - in restauro).
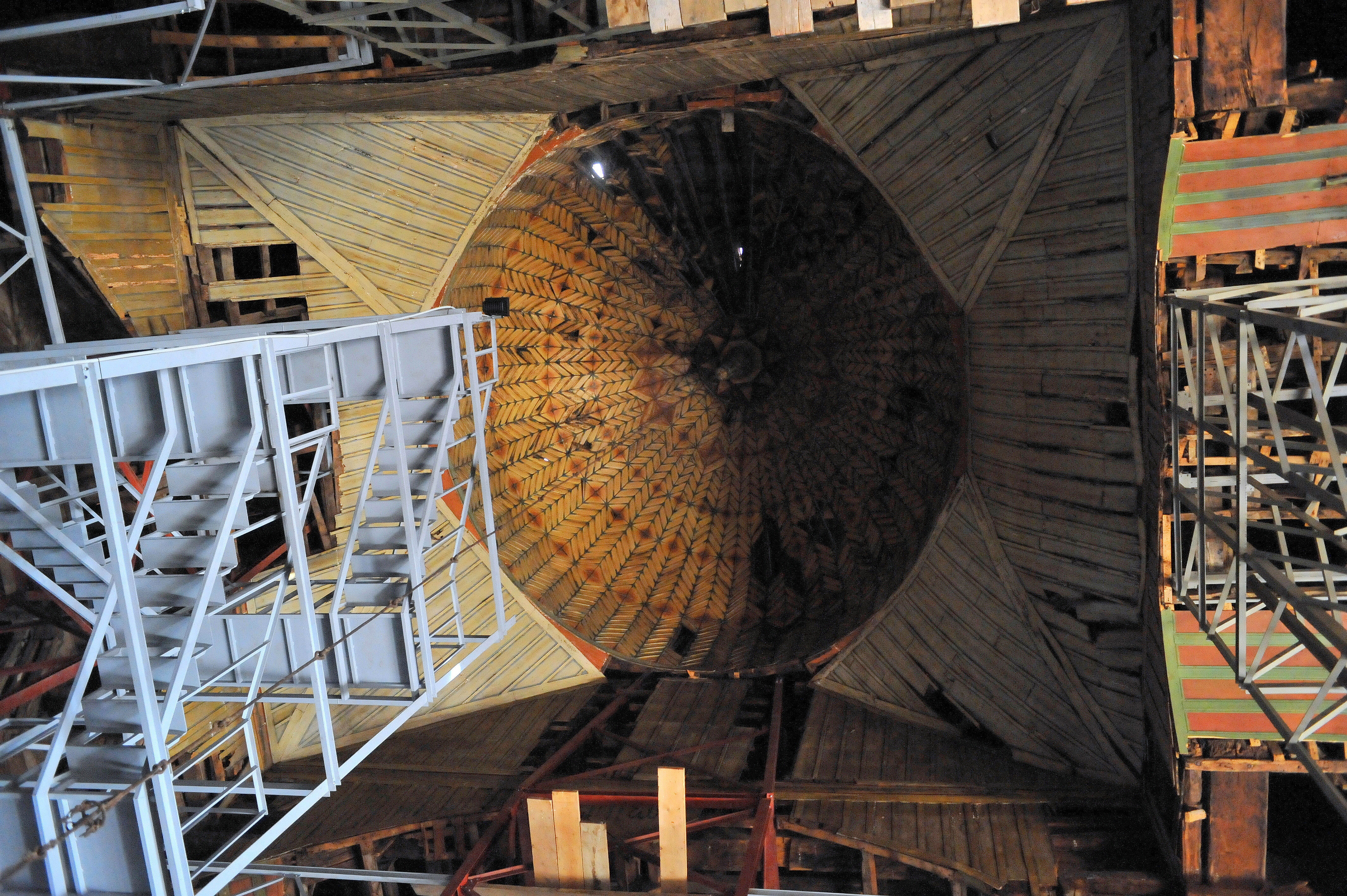
Moschea di Mehmet Çelebi(all'interno - in restauro).
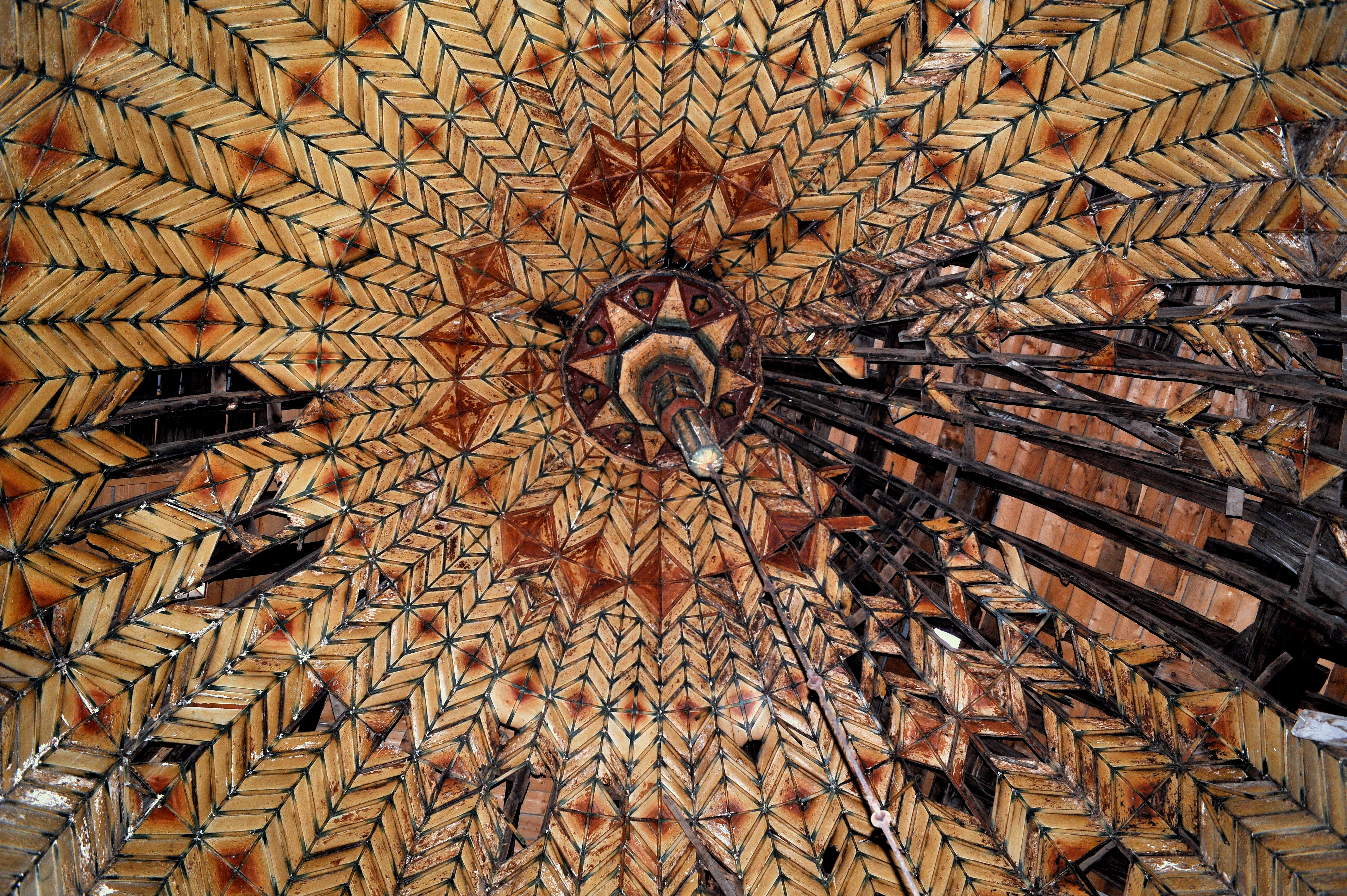
Moschea di Mehmet Çelebi (all'interno - in restauro).
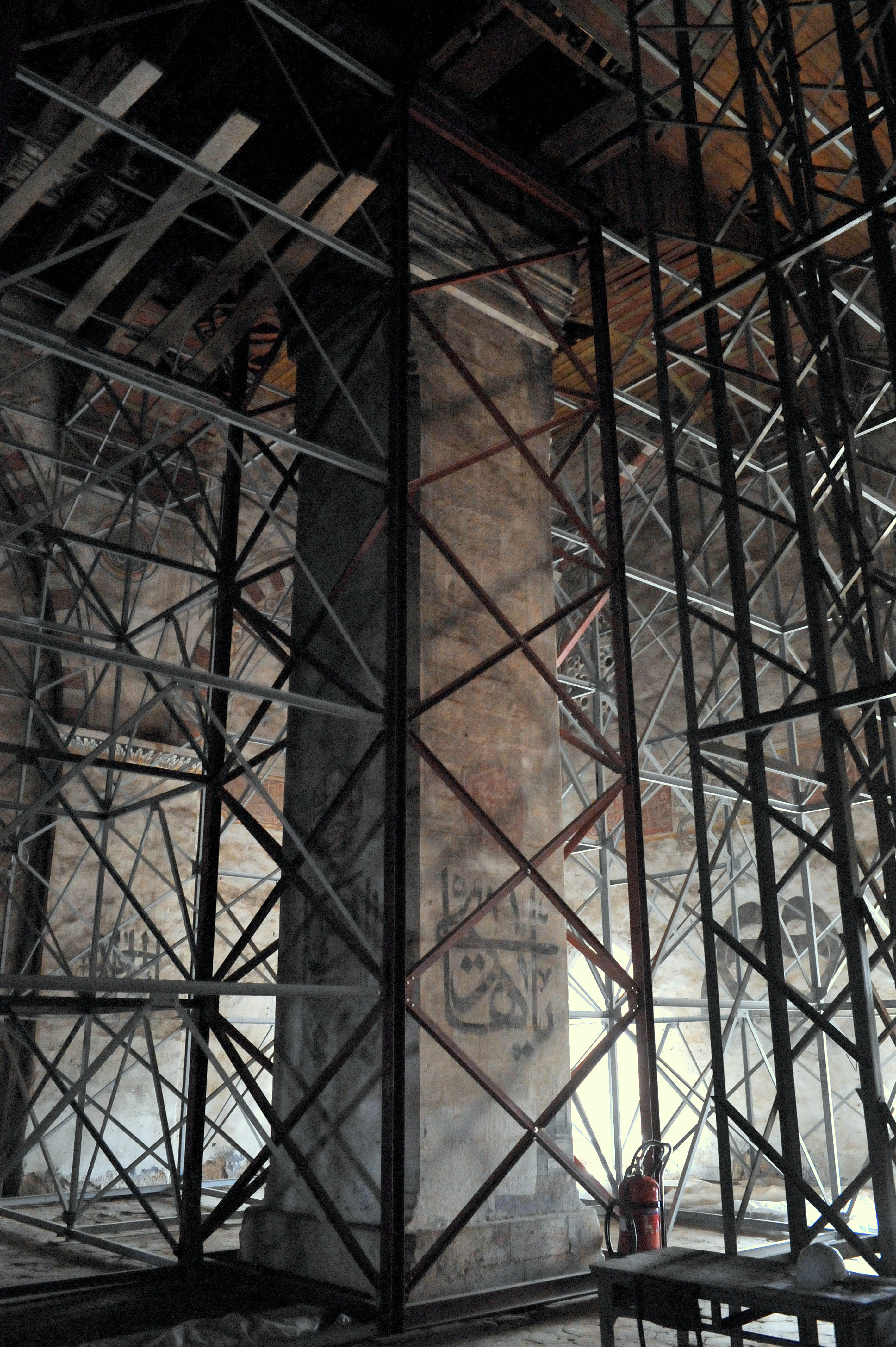
Moschea di Mehmet Çelebi (all'interno - in restauro).